# チャールズ・ベネット (第3代タンカーヴィル伯爵)
第3代タンカーヴィル伯爵チャールズ・ベネット（英語: Charles Bennet, 3rd Earl of Tankerville、1716年9月6日 – 1767年10月27日）は、グレートブリテン王国の貴族、政治家。1722年から1753年までオソルストン卿の儀礼称号を使用した。

## 生涯
第2代タンカーヴィル伯爵チャールズ・ベネットとカミラ・コルヴィル（Camilla Colville、エドワード・コルヴィルの娘）の長男として、1716年9月6日に生まれた。1729年から1732年までウィンチェスター・カレッジで教育を受けた後、1734年にエンサインとして陸軍に入隊、1739年に大尉に、1741年に少佐、1743年に中佐に昇進した。
1740年に西インド諸島への遠征（ジェンキンスの耳の戦争）に参加、カルタヘナ・デ・インディアスの海戦に参戦した。1748年のノーサンバーランド選挙区補欠選挙に立候補したものの、ノーサンバーランド統監である父が1745年ジャコバイト蜂起での失態で不人気だったため、チャールズは一時は当選を宣告されたにもかかわらず後に選挙申立てで落選となった。
1753年3月14日に父が死去すると、タンカーヴィル伯爵の爵位を継承した。1756年、ニューカッスル公爵から800ポンドの年金を与えられた。
1767年10月27日に死去、長男チャールズが爵位を継承した。

## 家族
1742年、アリシア・アストリー（Alicia Astley、1755年没、第2代準男爵ジョン・アストリーの娘）と結婚、3男2女（うち1男が夭折）を儲けた。
- チャールズ（英語版）（1743年 – 1822年） - 第4代タンカーヴィル伯爵
- ヘンリー・アストリー（Henry Astley、1815年没） - 陸軍軍人
- カミラ・エリザベス（1821年9月2日没） - 1764年9月5日にポーランドの伯爵（1764年9月25日没）と結婚、1778年にロバート・ロビンソンと再婚
- フランシス・アリシア（Frances Alicia） - 3度結婚した